# Robert Anton Wilson
Robert Anton Wilson (18. januar 1932 – 11. januar 2007) var en amerikansk forfatter og individualistisk anarkist, mest kendt for Schrödinger's Cat-trilogien samt The Illuminatus!, som han skrev sammen med Robert Shea. Wilson gav inspiration til den britiske musikgruppe The KLF.